# شهرستان کوناشاکسکی
شهرستان کوناشاکسکی (به لاتین: Kunashaksky District) یک شهرستان در روسیه است که در استان چلیابینسک واقع شده‌است.